# Win Naing Soe
Win Naing Soe (* 24. Oktober 1993 in Mandalay) ist ein myanmarischer Fußballspieler.

## Karriere

### Verein
Das Fußballspielen erlernte Win Naing Soe in der Jugendmannschaft des Yadanarbon FC in Mandalay. Hier unterschrieb er 2014 auch seinen ersten Profivertrag. 2014 und 2016 wurde er mit dem Club Meister des Landes. 2015 feierte er die Vizemeisterschaft. Torschützenkönig der Liga wurde er 2016 und 2019. Im Dezember 2020 wurde sein Vertrag nicht verlängert.

### Nationalmannschaft
Seit 2016 spielt Win Naing Soe in der  myanmarischen Nationalmannschaft.

## Erfolge
Yadanarbon FC
- Myanmarischer Meister: 2014, 2016
- Myanmarischer Vizemeister: 2015

## Auszeichnungen
Myanmar National League
- Torschützenkönig: 2016, 2019